# Bernard Herrmann
Bernard Herrmann (* 29. Juni 1911 in New York City; † 24. Dezember 1975 in Los Angeles) war ein US-amerikanischer Dirigent und Komponist, der durch seine Filmkompositionen bekannt wurde. Besondere Berühmtheit erlangte Herrmann durch seine Zusammenarbeit mit Regisseur Alfred Hitchcock, für den er unter anderem die Musik zu den Filmklassikern Psycho und Vertigo komponierte.

## Leben und Werk

### Frühes Leben und Studium
Bernard Herrmann stammte aus einer russisch-jüdischen Einwandererfamilie und wurde in New York City als Max Herman geboren. Herrmanns Vater förderte früh das Interesse seines Sohnes an Musik, nahm ihn mit zur Oper und ermutigte ihn, Violine spielen zu lernen.
Mit 12 Jahren komponierte er sein erstes Lied. Nachdem Herrmann im Alter von 13 Jahren in einem Wettbewerb 100 Dollar gewonnen hatte, entschloss er sich, sich weiter auf Musik zu konzentrieren und begann ein Studium an der Juilliard School in New York. 1931 trat er der Young Composers Group um den bekannten Aaron Copland bei, zu dessen Mitgliedern auch Herrmanns Jugendfreund Jerome Moross, Henry G. Brandt und Elie Siegmeister gehörten. Die Gruppe, gegründet zur Förderung der zeitgenössischen amerikanischen Musik, war jedoch nur kurzlebig.

### Erste Tätigkeiten für Radio und Film
Danach war er eine Zeit lang als Dirigent tätig und arbeitete auch als Komponist für den Sender CBS. Dort traf er den jungen Regisseur Orson Welles und übernahm die musikalische Leitung bei dessen Hörspiel Krieg der Welten, das aus dem Mercury Theater im Radio übertragen wurde (er verwendete hier jedoch ausschließlich Werke anderer Komponisten). Als sich Welles danach dem Film zuwandte, schrieb Herrmann die Musik für seine beiden berühmtesten Filme, Citizen Kane (1941) und Der Glanz des Hauses Amberson (The Magnificent Ambersons, 1942). Letztere Musik wurde allerdings, wie der Film selbst, vom Studio beim Schnitt stark verändert.
Herrmann arbeitete aber auch weiterhin für die CBS und übernahm 1940 die Leitung des „CBS Symphony Orchestra“. In dieser Funktion förderte er sowohl amerikanische Komponisten – Herrmann setzte sich für die damals als „unerhört bzw. unspielbar“ geltende Musik von Charles Ives ein, lange bevor es Leonard Bernstein tat – als auch europäische, vor allem englische Musik. Dies waren Werke von Ralph Vaughan Williams, Constant Lambert, Arthur Bliss und Arnold Bax. Seine besondere Liebe galt auch der Musik von Joachim Raff, dessen Symphonie Nr. 5 'Lenore' Herrmann in den sechziger Jahren erstmals auf Tonträger einspielte. Herrmanns Ambitionen, einmal einem berühmten Orchester als Leiter vorstehen zu dürfen, erfüllten sich jedoch nicht. Dennoch leitete er als Gastdirigent Aufführungen des New York Philharmonic Orchestra, des Royal Philharmonic Orchestra, des London Philharmonic Orchestra und mehrfach des Hallé Orchestra in Manchester, dessen Leiter John Barbirolli ein enger Freund Herrmanns wurde.

### Herrmann und Hitchcock
Große Bekanntheit erwarb sich Herrmann auch durch seine Arbeiten für Alfred Hitchcock, für den er unter anderem die Filme Immer Ärger mit Harry (The Trouble with Harry, 1956), Vertigo – Aus dem Reich der Toten (Vertigo, 1958), Der unsichtbare Dritte (North by Northwest, 1959) bis hin zu Marnie (Marnie, 1964) vertonte.
Beim Film Die Vögel (The Birds, 1963) konnte er nur das Sounddesign überwachen, da der Film keine Musik enthielt, sondern nur elektronische Toneffekte, unter anderem von Oskar Sala. Für elektronische Musik hatte sich Herrmann schon früh interessiert, als er für den William-Dieterle-Film Jenny (Portrait of Jennie, 1948) komponierte und dabei das frühe elektronische Instrument Theremin einsetzte, das dann erneut in seiner Komposition zu Robert Wises Science-Fiction-Film Der Tag, an dem die Erde stillstand (The Day the Earth Stood Still, 1951) Verwendung fand.
In Hitchcocks eigenem Remake von Der Mann, der zuviel wußte  (The Man Who Knew Too Much) von 1956 war Herrmann dann in Person im Film zu sehen. Er dirigierte in der Royal Albert Hall die Storm Clouds Cantata des australischen Komponisten Arthur Benjamin, die im Kontext des Filmes eine wichtige Rolle spielte. (Das berühmte Lied Que Sera, Sera der Hauptdarstellerin Doris Day stammte jedoch nicht aus Herrmanns Feder.)
Die wohl berühmteste und aufgrund ihrer stilistischen Eigenart meistzitierte Filmmusik für Hitchcock schrieb Herrmann 1960 für den Film Psycho. Außergewöhnlich ist diese Partitur durch den ausschließlichen Einsatz eines Streichorchesters. Die Szene des Mordes unter der Dusche, eine der visuell bekanntesten des Films, sollte nach Hitchcocks Vorstellungen erst gar keine Musik erhalten. Die von Herrmann komponierten dissonanten hochlagigen Violin„schreie“ überzeugten ihn vom Gegenteil, und die Szene wurde zu einem der größten Momente der Filmgeschichte.
1966 kam es zum Bruch zwischen Hitchcock und Herrmann. Der Komponist hatte die Anweisung des Regisseurs, für den Film Der zerrissene Vorhang (Torn Curtain) eine eingängige Musik mit einem als Filmsong verwertbaren Popthema zu schreiben, missachtet und stattdessen eine aggressive, kalte Thrillermusik für eine große Bläserbesetzung mit nur wenigen hohen Streichern entworfen. Die Partitur sieht folgende Besetzung vor: zwölf Flöten, sechzehn Hörner, neun Posaunen, zwei Tuben, zwei Gruppen Pauken, acht Celli, acht Kontrabässe sowie eine kleine Geigen- und Bratschengruppe. „The sound of twelve flutes will be terrifying“, teilte Herrmann seinem Freund und Kollegen Laurie Johnson mit. Hitchcock erschien zu den Aufnahmen, hörte sich die Titelmusik an und lehnte die Partitur und jede weitere Diskussion darüber ab. Obwohl die Aufnahmen bereits angesetzt und bezahlt waren, untersagte er deren Fortgang. Damit endete die Zusammenarbeit. Den englischen Komponisten John Addison beauftragte man mit einer neuen Musik. Die abgelehnte Musik Herrmanns wurde später auf Schallplatte und CD eingespielt, und zwar von Elmer Bernstein bzw. Joel McNeely.
Elmer Bernstein bearbeitete für Martin Scorseses Neuverfilmung von Kap der Angst (Cape Fear) Herrmanns Originalpartitur und integrierte Teile aus der abgelehnten Musik von Der zerrissene Vorhang.

### Spätere Arbeiten
Da man ihn in Hollywood nunmehr zum „alten Eisen“ rechnete, zog Herrmann nach England und schrieb dort 1966 die Musik zu François Truffauts Fahrenheit 451 und später auch zu dessen Kinofilm Die Braut trug schwarz. Herrmann schuf weitere Filmmusiken zu Science-Fiction- und Fantasy-Filmen, so für Die Reise zum Mittelpunkt der Erde (Journey to the Center of the Earth, 1959), Sindbads siebente Reise (The Seventh Voyage of Sinbad, 1958), Jason und die Argonauten (Jason and the Argonauts, 1963), Die geheimnisvolle Insel (Mysterious Island, 1961), Herr der drei Welten (The Three Worlds of Gulliver, 1960), und Die Wiege des Bösen (It's Alive!, 1974). Die Musik zur Verfilmung des Romans Die Nackten und die Toten (The Naked and the Dead, 1958) von Norman Mailer stammt ebenfalls von ihm.
Eines seiner heute bekanntesten Stücke, Georgie's Theme, schrieb er als Hauptthema seines Soundtracks für den 1968er Psychothriller Twisted Nerve. Dieses Thema hat Quentin Tarantino in Kill Bill – Volume 1 wiederverwendet und zwar für die Szene im Krankenhauskorridor, in der die dämonische, einäugige Krankenschwester Elle Driver den Gang entlang geht.
Ab den späten 1950er-Jahren schrieb Herrmann auch Musik für Fernsehserien. Die wohl bemerkenswertesten Arbeiten lieferte er für die Serie Twilight Zone, inklusive einer nur in der ersten Staffel verwendeten Einleitungsmusik. Auch für die Serien Die Leute von der Shiloh Ranch (The Virginian, 1962) Die Seaview – In geheimer Mission (Voyage to the Bottom of the Sea, 1964) oder Convoy (1965 entstanden nach dem gleichnamigen Kinofilm) steuerte er Musik bei.
Zu den letzten Arbeiten Herrmanns gehörten Filmmusiken für die Regisseure Brian De Palma (Die Schwestern des Bösen und Schwarzer Engel) und Martin Scorsese (Taxi Driver). Bernard Herrmann starb im Schlaf, einen Tag, nachdem er die Musikaufnahmen für Taxi Driver beendet hatte. Der Film wurde seinem Andenken gewidmet.

### Konzertwerke
Neben der Filmmusik schrieb Herrmann auch eine Reihe von Werken für den Konzertsaal, zum Beispiel die dramatische Kantate Moby Dick (1938) und eine Symphonie (1941). Da er sich zeitlebens Kürzungen oder Bearbeitungen widersetzte, erlebte er die Uraufführung seiner dreistündigen Oper Wuthering Heights nach dem Roman von Emily Brontë am 6. November 1982 in Portland nicht mehr. Die europäische Uraufführung fand erst am 11. April 2014 am Staatstheater Braunschweig statt. Zwei seiner kammermusikalischen Werke sind das Streichquartett Echoes (1965) und das Quintett Souvenirs de Voyage (1967).

## Filmografie (Auswahl)
- 1941: Citizen Kane – Regie: Orson Welles
- 1941: Der Teufel und Daniel Webster (The Devil and Daniel Webster) – Regie: William Dieterle
- 1942: Der Glanz des Hauses Amberson (The Magnificent Ambersons) – Regie: Orson Welles
- 1943: Die Waise von Lowood (Jane Eyre) – Regie: Robert Stevenson
- 1945: Hangover Square  – Regie: John Brahm
- 1946: Anna und der König von Siam (Anna and the King of Siam) – Regie: John Cromwell
- 1947: Ein Gespenst auf Freiersfüßen (The Ghost and Mrs. Muir) – Regie: Joseph L. Mankiewicz
- 1948: Jenny (Portrait of Jennie) – Regie: William Dieterle
- 1951: Der Tag, an dem die Erde stillstand  (The Day the Earth Stood Still) – Regie: Robert Wise
- 1951: On Dangerous Ground – Regie: Nicholas Ray
- 1952: Schnee am Kilimandscharo (The Snows of Kilimanjaro) – Regie: Henry King
- 1953: Der Hauptmann von Peshawar (King of the Khyber Rifles) – Regie: Henry King
- 1953: Das Höllenriff (Beneath the 12-Mile Reef) – Regie: Robert D. Webb
- 1953: Weiße Frau am Kongo (White Witch Doctor) – Regie: Henry Hathaway
- 1954: Der Garten des Bösen (Garden of Evil)
- 1954: Sinuhe der Ägypter (The Egyptian)
- 1955: Immer Ärger mit Harry (The Trouble with Harry) – Regie: Alfred Hitchcock
- 1955: König der Schauspieler (Prince of Players) – Regie: Philip Dunne
- 1955: Der Mann aus Kentucky (The Kentuckian) – Regie: Burt Lancaster
- 1956: Der Mann, der zuviel wußte (The Man Who Knew Too Much) – Regie: Alfred Hitchcock
- 1956: Der falsche Mann (The Wrong Man) – Regie: Alfred Hitchcock
- 1957: Giftiger Schnee (A Hatful of Rain) – Regie: Fred Zinnemann
- 1958: Vertigo – Aus dem Reich der Toten (Vertigo) – Regie: Alfred Hitchcock
- 1958: Die Nackten und die Toten (The Naked and the Dead) – Regie: Raoul Walsh
- 1958: Sindbads siebente Reise (The 7th Voyage Of Sinbad) – Regie: Nathan Juran
- 1959: Der unsichtbare Dritte (North by Northwest) – Regie: Alfred Hitchcock
- 1959: Die Reise zum Mittelpunkt der Erde (Journey to the Center of the Earth) – Regie: Henry Levin
- 1960: Psycho – Regie: Alfred Hitchcock
- 1961: Die geheimnisvolle Insel (Mysterious Island) – Regie: Cy Endfield
- 1961: Zärtlich ist die Nacht (Tender is the Night)
- 1962: Ein Köder für die Bestie (Cape Fear) – Regie: J. Lee Thompson
- 1963: Jason und die Argonauten (Jason and the Argonauts) – Regie: Don Chaffey
- 1964: Marnie – Regie: Alfred Hitchcock
- 1966: Fahrenheit 451 – Regie: François Truffaut
- 1968: Teufelskreis Y – Regie: Roy Boulting (Hauptthema wiederverwendet in Kill Bill – Volume 1)
- 1968: Die Braut trug schwarz (La Mariée était en noir) – Regie: François Truffaut
- 1972: Mord nach Mass – Regie: Sidney Gilliat
- 1973: Die Schwestern des Bösen (Sisters) – Regie: Brian De Palma
- 1974: Die Wiege des Bösen (It’s Alive) – Regie: Larry Cohen
- 1976: Schwarzer Engel (Obsession) – Regie: Brian De Palma
- 1976: Taxi Driver – Regie: Martin Scorsese

## Auszeichnungen
- 1942: Oscar-Nominierung für Citizen Kane
- 1942: Oscar für Der Teufel und Daniel Webster
- 1947: Oscar-Nominierung für Anna und der König von Siam
- 1952: Golden Globe Nominierung für Der Tag, an dem die Erde stillstand
- 1975: „Golden Scroll“ der Academy of Science Fiction, Fantasy & Horror Films für sein Lebenswerk
- 1976: „Los Angeles Film Critics Association Awards“ für Taxi Driver
- 1977: Oscar-Nominierung für Schwarzer Engel
- 1977: Oscar-Nominierung für Taxi Driver
- 1977: BAFTA Award für Taxi Driver
- 1992: „BMI Film & TV Awards“ für Kap der Angst

Seine Filmmusiken zu Vertigo – Aus dem Reich der Toten und Psycho erreichten Platz 12 und Rang 4 in der vom American Film Institute herausgegebenen Liste der 25 größten Filmmusiken aus 100 Jahren. Bernard Herrmann gehört gemeinsam mit Max Steiner, Elmer Bernstein und Jerry Goldsmith zu jenen Komponisten, die zweimal in der Liste vertreten sind. Nur John Williams brachte es auf drei Nennungen.

## Filmdokumentation
- Musik: Bernard Herrmann (Music For The Movies: Bernard Herrmann). Dokumentarfilm von Joshua Waletzky, 1992, 58 Minuten [als DVD bei Kultur Video 2007]